# Metaleptobasis westfalli
Metaleptobasis westfalli är en trollsländeart som beskrevs av Meg S. Cumming 1954. Metaleptobasis westfalli ingår i släktet Metaleptobasis och familjen dammflicksländor. IUCN kategoriserar arten globalt som livskraftig. Inga underarter finns listade i Catalogue of Life.